# Jessica Jaccoud
Pour les articles homonymes, voir Jaccoud.
Jessica Jaccoud, née le 16 août 1983 à Lausanne (originaire de Montilliez), est une personnalité politique suisse, membre du Parti socialiste.
Elle est députée du canton de Vaud au Conseil national depuis octobre 2023.

## Biographie
Jessica Jaccoud naît le 16 août 1983 à Lausanne. Elle est originaire de Montilliez, dans le même canton. Son père est ingénieur ; sa mère tient le foyer familial. Elle a un frère. Elle vit d'abord à Crissier, puis à Nyon à partir de 1991.
Au terme du gymnase, elle entame des études de droit à l'Université de Genève. Après y avoir obtenu son baccalauréat universitaire, elle travaille quatre ans, de 2007 à 2011, dans l'événementiel au siège de l'UEFA à Nyon, avant de reprendre ses études à l'Université de Neuchâtel jusqu'à la maîtrise universitaire. Elle obtient son brevet d'avocat en 2015,,. 
Elle travaille tout d'abord pour une société d’assurance protection juridique avant de rejoindre en mars 2016 un cabinet d'avocats à Vevey, tenu par un député socialiste, dont elle devient associée,, . Membre du comité de la section vaudoise de l'Association suisse des locataires, elle est spécialisée dans le droit du bail.
Elle est mariée et mère d'un enfant depuis l'âge de 18 ans et habite à Rolle.

## Parcours politique
Jessica Jaccoud adhère au Parti socialiste en 2010, bien qu'elle ne le trouve alors pas assez à gauche. Son mentor politique est la conseillère d'État Nuria Gorrite.
Elle est membre du Conseil communal de Nyon de 2011 à 2018 et députée au Grand Conseil du canton de Vaud de 2014 à novembre 2023 ; elle démissionne de ce dernier mandat à la suite de son élection au Conseil national. 
Elle est vice-présidente du Parti socialiste vaudois à partir de 2016, puis succède à Stéphane Montangero à la présidence, qu'elle exerce de 2018 à 2022,,.
Elle est élue députée du canton de Vaud au Conseil national en octobre 2023. Elle siège au sein de la Commission des affaires juridiques (CAJ).